# Supercoppa dei Paesi Bassi 2014
La Supercoppa dei Paesi Bassi 2014 (ufficialmente Johan Cruijff Schaal XIX) è stata la venticinquesima edizione della Johan Cruijff Schaal.
Si è svolta il 3 agosto 2014 all'Amsterdam ArenA tra il PEC Zwolle, vincitore della KNVB beker 2013-2014, e l'Ajax, vincitore della Eredivisie.
La vittoria del trofeo è andata al PEC Zwolle, che ha sconfitto per 1-0 l'Ajax grazie alla rete di Stef Nijland.

## Partecipanti
| Squadre    | Qualificazione                       | Partecipazioni precedenti (il grassetto indica la vittoria)                                   |
| ---------- | ------------------------------------ | --------------------------------------------------------------------------------------------- |
| Ajax       | Vincitore della Eredivisie 2013-2014 | 15 (1993, 1994, 1995, 1996, 1998, 1999, 2002, 2004, 2005, 2006, 2007, 2010, 2011, 2012, 2013) |
| PEC Zwolle | Vincitore della KNVB beker 2013-2014 | Nessuna                                                                                       |

## Tabellino
| Arbitro: | Danny Makkelie |

|             |           |  |
| Nijland 54’ | Marcatori |  |

| PEC Zwolle | Ajax |

### Formazioni
| PEC Zwolle:     |    |                      |     |     |
|                 |    |                      |     |     |
| P               | 1  | Diederik Boer        |     |     |
| D               | 2  | Bram van Polen (c)   | 52’ |     |
| D               | 15 | Trent Sainsbury      |     |     |
| D               | 14 | Joost Broerse        |     |     |
| D               | 5  | Bart van Hintum      | 83’ |     |
| C               | 22 | Kamohelo Mokotjo     |     |     |
| C               | 23 | Ben Rienstra         | 54’ |     |
| C               | 6  | Mustafa Saymak       |     |     |
| C               | 11 | Jesper Drost         |     |     |
| C               | 30 | Ryan Thomas          |     | 62’ |
| A               | 10 | Stef Nijland         |     | 68’ |
| A disposizione: |    |                      |     |     |
| P               | 25 | Boy de Jong          |     |     |
| D               | 24 | Steven Pereira       |     |     |
| D               | 28 | Thomas Lam           |     |     |
| C               | 19 | Rick Dekker          |     |     |
| A               | 8  | Thanasīs Karagkounīs |     | 62’ |
| A               | 9  | Nikolaos Iōannidīs   |     | 68’ |
| A               | 17 | Denis Mahmudov       |     |     |
| Allenatore:     |    |                      |     |     |
| Ron Jans        |    |                      |     |     |

| Ajax:           |    |                      |       |     |
|                 |    |                      |       |     |
| P               | 1  | Kenneth Vermeer      |       |     |
| D               | 29 | Ruben Ligeon         |       |     |
| D               | 6  | Mike van der Hoorn   |       |     |
| D               | 4  | Niklas Moisander (c) | 45+1’ |     |
| D               | 5  | Nicolai Boilesen     |       |     |
| C               | 10 | Davy Klaassen        |       |     |
| C               | 26 | Nick Viergever       |       | 39’ |
| C               | 16 | Lucas Andersen       |       |     |
| A               | 20 | Lasse Schøne         |       |     |
| A               | 19 | Arkadiusz Milik      |       | 82’ |
| A               | 11 | Ricardo Kishna       |       | 59’ |
| A disposizione: |    |                      |       |     |
| P               | 31 | Peter Leeuwenburgh   |       |     |
| D               | 23 | Kenny Tete           |       |     |
| D               | 24 | Stefano Denswil      |       |     |
| C               | 8  | Lerin Duarte         |       |     |
| C               | 25 | Thulani Serero       |       | 37’ |
| A               | 9  | Kolbeinn Sigþórsson  |       | 82’ |
| A               | 21 | Anwar El Ghazi       |       | 59’ |
| Allenatore:     |    |                      |       |     |
| Frank de Boer   |    |                      |       |     |